# تيرمينيتر
تيرمينيتر هي مركبة قتال مدرعة صممتها وصنعتها شركة أورالفاغونزافود الروسية لصالح الجيش الروسي. أعتمد تصميم الدبابة على دبابة تي-72 حيث أستخدمت نفس هيكلها ومحركها من نوع في-92S2. تمتلك الدبابة نظام متكامل من الحماية السلبية والإيجابية، كما انها مجهزة للتعامل مع الإشعاعات النووية والبيولوجية والكيماوية. تتمع العربة بنظام آلى للتحكم في النيران مجهز بمنظار حرارى، يوفر قدرات قتالية وأستطلاعية كبيرة، وتتمكن العربة عالية التسليح والحماية والحركية من العمل على مدار اليوم، وعلى أي أرض حتى المناطق الحضرية.

## المستخدمون

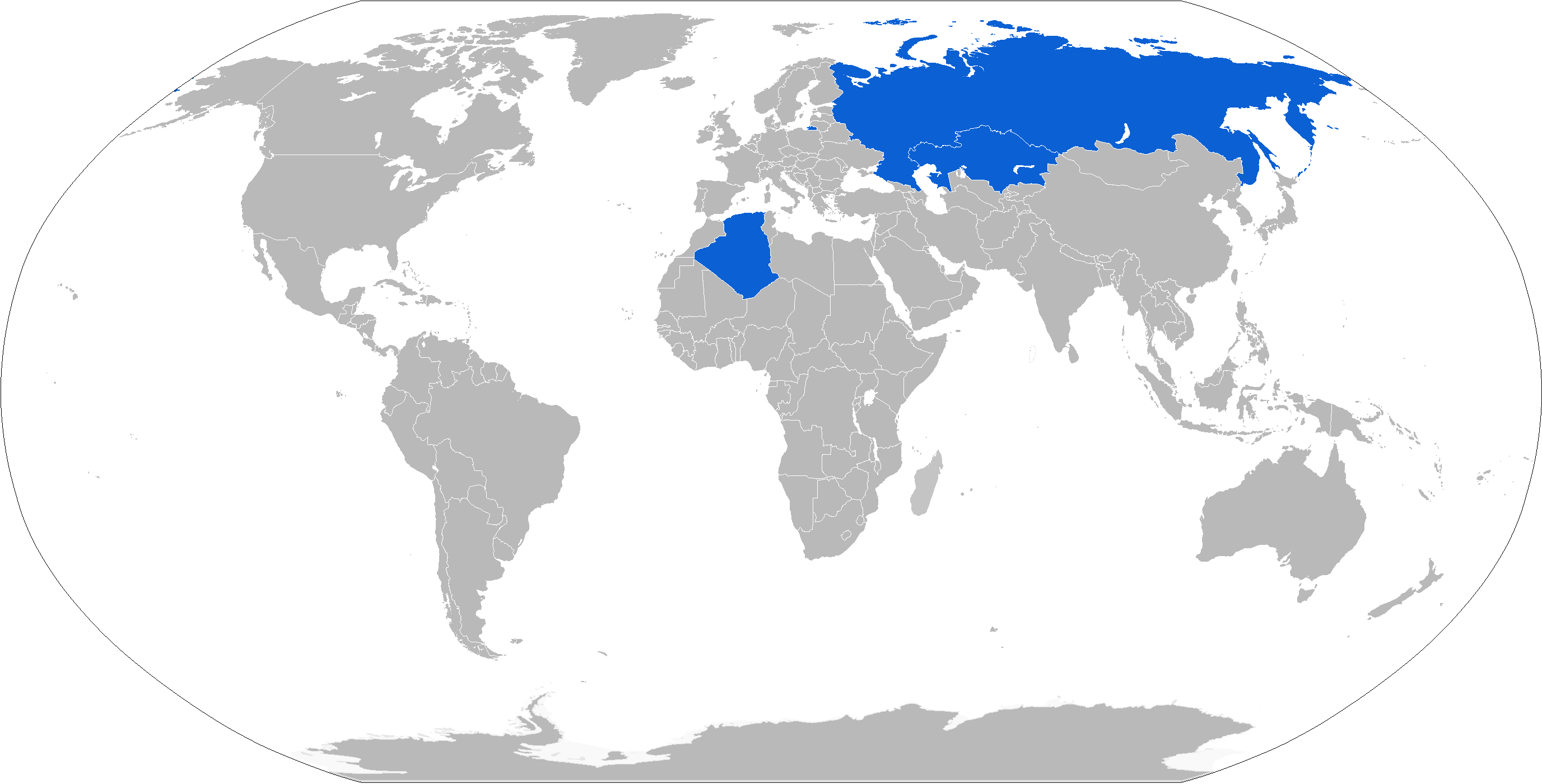
مستخدمو تيرمينيتر باللون الأزرق

- روسيا
- الجزائر[2]
- كازاخستان